# Mortonagrion forficulatum
Mortonagrion forficulatum – gatunek ważki z rodziny łątkowatych (Coenagrionidae).